# Campeonato Sergipano 2015
In 2015 werd het 92ste Campeonato Sergipano gespeeld voor voetbalclubs uit de Braziliaanse staat Sergipe. De competitie werd georganiseerd door de FSF en werd gespeeld van 25 januari tot 9 mei. Confiança werd de kampioen. 

## Eerste fase

### Groep A
| Plaats | Club        | Wed. | W | G | V | Saldo | Ptn. |
| ------ | ----------- | ---- | - | - | - | ----- | ---- |
| 1.     | Confiança   | 10   | 5 | 4 | 1 | 16:8  | 19   |
| 2.     | Estanciano  | 10   | 5 | 3 | 2 | 18:12 | 18   |
| 3.     | Itabaiana   | 10   | 4 | 4 | 2 | 14:7  | 16   |
| 4.     | Amadense    | 10   | 5 | 0 | 5 | 22:11 | 15   |
| 5.     | Boquinhense | 10   | 4 | 3 | 3 | 13:10 | 15   |

|  | Geplaatst voor tweede toernooi |
|  | Degradatie                     |

### Groep B
| Plaats | Club         | Wed. | W | G | V  | Saldo | Ptn. |
| ------ | ------------ | ---- | - | - | -- | ----- | ---- |
| 1.     | Lagarto      | 10   | 4 | 4 | 2  | 10:9  | 16   |
| 2.     | Socorrense   | 10   | 4 | 3 | 3  | 8:10  | 15   |
| 3.     | Sergipe      | 10   | 3 | 5 | 2  | 14:13 | 14   |
| 4.     | Boca Júnior  | 10   | 2 | 2 | 6  | 11:16 | 8    |
| 5.     | Coritiba (1) | 10   | 0 | 0 | 10 | 5:35  | -3   |

 (1): Coritiba kreeg drie strafpunten voor het opstellen van een niet-speelgerechtige speler. 
|  | Geplaatst voor tweede toernooi |
|  | Degradatie                     |

## Tweede fase
| Plaats | Club       | Wed. | W | G | V | Saldo | Ptn. |
| ------ | ---------- | ---- | - | - | - | ----- | ---- |
| 1.     | Confiança  | 6    | 6 | 0 | 0 | 13:1  | 18   |
| 2.     | Estanciano | 6    | 2 | 1 | 3 | 6:8   | 7    |
| 3.     | Lagarto    | 6    | 2 | 1 | 3 | 4:7   | 7    |
| 4.     | Socorrense | 6    | 0 | 2 | 4 | 2:9   | 2    |

## Finale
|            |            |          |           |                                              |
| 2 mei Heen | Estanciano | 0 – 1    | Confiança | Augusto Franco, Estância Toeschouwers: 1.954 |
| 2 mei Heen |            | 17' Bibi |           | Augusto Franco, Estância Toeschouwers: 1.954 |

| Estanciano | Confiança |

|             |           |       |            |                                             |
| 9 mei Terug | Confiança | 4 – 0 | Estanciano | Arena Batistão, Aracaju Toeschouwers: 6.084 |
| 9 mei Terug |           |       |            | Arena Batistão, Aracaju Toeschouwers: 6.084 |

### Kampioen
| Campeonato Sergipano de 2015   |
| Sergipe                        |
| ------------------------------ |
| CONFIANÇA Kampioen (20° titel) |